# جمال علام
جمال علام  هو مغني وملحن جزائري، من مواليد سنة 1947 بولاية بجاية الواقعة بمنطقة القبائل. يعتبر من أهم أعلام الموسيقى الأمازيغية الجزائرية وواحد من أعمدة الموسيقى الجزائرية الحديثة.

## السيرة الذاتية
تعلم الموسيقى الأندلسية وموسيقى الشعبي العاصمية في كونسيرفاتوار بجاية تحت رعاية الفنان الشيخ صادق البجاوي. سنة 1967 انتقل إلى فرنسا للعمل في أحد المسارح في مدينة مرسيليا أين تعرف على عدة فنانين كبار مثل جورج موستاكي، وجورج براسانس وليو فيري. عام 1971 عاد للجزائر ليعمل كمقدم برامج بالقناة الإذاعية الثالثة وأيضا كمدير فني لنادي «La Voûte» بالجزائر العاصمة حيث استقدم جمال أسماء كبيرة مثل ليو فيري ومارك أوجري وكان من بين رواد الحفلات التي كان ينظمها جمال علام العديد من المثقفين الجزائريين مثل الرسام محمد إيسياخم والكاتب والفيلسوف كاتب ياسين.
سنة 1973 أطلق جمال علام أول ألبوماته الذي حمل عنوان مارا ديوغال الذي كلل بنجاح كبير. تلته عدة ألبومات ناجحة مثل سي سليمان سنة 1981 وساليمو سنة 1985 الذي نال جائزتين عالميتين. كانت أولى حفلاته على الإطلاق في الجزائر العاصمة بصالة الموقار. وخلال مسيرته قدم حفلات في بلدان كثيرة من الجزائر إلى فرنسا والولايات المتحدة وعدة دول أوروبية وغيرها.
أغلب أغاني جمال علام بالأمازيغية القبائلية وإلى جانبها عدة أغاني بالعربية. لحن جمال علام عدة مقطوعات موسيقية ولديه ألبومين مخصصين للمقطوعات. كما لحن الموسيقى التصويرية لعدة أفلام وأشرطة وثائقية. كما شارك كممثل في أكثر من عشرة أفلام جزائرية وفرنسية (من بينها فيلم الضحايا). تندرج أعمال جمال علام في خانة الموسيقى القبائلية وبدرجة أقل الشعبية العاصمية وأحيانا الصحراوية الجزائرية. وتتميز بالتوزيع المبتكر المنفتح على موسيقى العالم وباستعمال آلات موسيقية كثيرة وبالتجديد والتجريب والتنويع الشديد حتى في الألبوم الواحد كما تتفرد بالألحان الأصلية المتميزة. ويتكامل هذا الإتقان الموسيقي مع الكلمات الملتزمة بقضايا وقيم عديدة مثل التسامح والحرية والعدالة والمحبة والأصالة والنضال ومعاناة المهاجرين والاعتزاز بالتراث والهوية.

## موسيقى الأفلام
قام جمال علام بتأليف موسيقى الأفلام Prends 10 000 balles et casse-toi وLa Plage des enfants perdus وMa dernière nuit à la Goutte-d'Or.

## وفاته
توفي يوم السبت 15 سبتمبر 2018، بمستشفى باريس عن عمر ناهز 71 عامًا، بعد معاناة طويلة مع المرض.

## وصلات خارجية
- جمال علام على موقع IMDb (الإنجليزية)
- جمال علام على موقع ميوزك برينز (الإنجليزية)
- جمال علام على موقع ديسكوغز (الإنجليزية)
- جمال علام على موقع قاعدة بيانات الفيلم (الإنجليزية)

- الموقع الرسمي www.djamelallam.com